# Titularbistum Abitinae
Abitinae (ital.: Abitine) ist ein Titularbistum der römisch-katholischen Kirche.
Es geht zurück auf einen untergegangenen Bischofssitz in der antiken Stadt Abitina in Africa proconsularis in der Kirchenprovinz Karthago.
| Titularbischöfe von Abitinae |                        |                                                                    |                   |                    |
| Nr.                          | Name                   | Amt                                                                | von               | bis                |
| 1                            | Gérard Bertrand MAfr   | Apostolischer Vikar von Tamale (Ghana)                             | 10. Juni 1948     | 18. April 1950     |
| 2                            | Thomas Fernando        | Koadjutorbischof von Tuticorin (Indien)                            | 25. Juni 1950     | 26. Juni 1953      |
| 3                            | Francisco Juan Vénnera | Weihbischof in Rosario (Argentinien)                               | 22. Mai 1956      | 21. September 1959 |
| 4                            | Wincenty Urban         | Weihbischof in Gniezno (Polen)                                     | 21. Oktober 1959  | 13. Dezember 1983  |
| 5                            | Eduardo Picher Peña    | Militärerzbischof im Militärordinariat von Peru                    | 14. Juni 1984     | 30. November 2002  |
| 6                            | Brian Farrell LC       | Sekretär im Päpstlichen Rat zur Förderung der Einheit der Christen | 19. Dezember 2002 |                    |